# 看不见的人
《看不見的人》(英語：Invisible Man，或譯《隱形人》)是拉爾夫·艾里森的小說，於1952年由蘭登書屋出版。小說探究了二十世紀早年非裔美國人所遇到的一些社會、知識問題，包括非裔民族主義、身份問題以及布克·華盛頓所倡導的種族改革政策與個人主義和身份同一性等問題。小說在1953年獲得了美國國家圖書獎。
1998年，现代图书馆将《看不见的人》评为20世紀百大英文小說第19名。《时代周刊》将小说收入在1923-2005百大英文小说榜上。

## 历史
艾里森在小說30周年紀念上稱1945年夏天自己從美國商船隊那裏修病假，居住在佛蒙特州韋茨菲爾德的谷倉時開始寫作，並最終完成《看不見的人》。小說用了五年時間寫成，被艾里森稱之為“構思拙劣的短篇”。艾里森在1947年出版了書的一部分，1952年《看不見的人》出版。
1953年，在他接受美國國家圖書獎時艾里森稱自己認為小說的最大特點是實驗態度，而不是社會抗議。他不想去寫另一部抗議小說，同時認為自然主義或現實主義不足以說明美國和種族問題；對此，他創作了另一種隨意風格，不局限與某一種運動，而是自然而然地隨意聯想。艾里森使用最多的是象征主義，見於T·S·艾略特的《荒原》。艾里森在塔斯基吉大學時第一次讀到《荒原》，詩篇將兩種感情：音樂和文學凝結在了一起，將爵士樂預付紙面，艾里森立即被它深深地觸動。當問到他從詩篇中學到了什麽，他回答道：想象和即興。艾里森總是認為自己先是名音樂家、然後才是作家；他承認寫作讓他感到“更加滿足”。他說：這是個“隱秘的過程，不叫右手知道他的左手在幹什麽。”
《看不見的人》是有第一人稱敘述而成的，一名匿名的非裔美國人認為自己是社會上的隱形人。艾里森讓敘述人為當時的非裔美國人代言：
我的任務就是揭示人類背後的普世問題：同時做一名黑人和美國人的困境...
艾里森努力地尋找適合這種景觀的風格，希望避免再寫一部“不過是種族抗議的小說”。他將敘述人“置入美國地下經歷的鍛造中，使其充滿反諷而不是憤怒。”在末尾，他將人物設定為類似陀思妥耶夫斯基的《地下室手記》中的任務，在社會批判上應用了類似的諷刺和悖論。
在小說中，敘述人回首過去，溫習記憶。這樣，敘述人知曉故事的結局。在開場白中，艾里森的敘述人告訴讀者，“我住進了一個專門租給白人的一所公寓，早在十九世紀這個地下室就已經封閉、被人遺忘了。”在這個秘密地點，敘述人的居所象征性地被獨營電燈電力公司的1,369盞燈所照亮著。他說：“我的洞溫暖如春，光線充足。確實是光線充足。恐怕走遍整個紐約也找不到像我這個洞這樣明亮的地方，即使百老匯也不例外。”敘述人解釋道光是智慧的必需品，因為“真理就是光明，光明就是真理。”從這個地下視角，敘述人試圖解釋自己的生命、經驗以及他在美國所處的地位。

## 内容梗概
敘述人開始講述他的故事，並稱自己是一個“看不見的人。”他的隱形不是物理的——不是看不見——而是被人所無視。他說因為自己被無視，所以可以逃離世界，住在地下並從獨營電燈電力公司那裏偷電。他同時點亮了1,369盞燈，聽著唱片碟播放著路易斯·阿姆斯特朗的《我作了什麼孽落得如此傷痕累累》。他稱自己躲在了地下，以便敘述自己的人生和隱身經歷。
年輕時，敘述人住在南方，時值二十世紀20年代末到30年代初。由於口才出眾，他被應邀為鎮上的白人權貴們做演講。白人們獎給敘述人一個公文包，裏面有升入黑人名校的獎學金，但在此之前先對他百般侮辱，並唆使他與另一名黑人格鬥。格鬥結束後，敘述人被迫去撿拾“金幣”，結果遭到電擊。敘述人做了一個夢，看見他的獎學金不過是一張紙，上面寫著：“敬啟者... 務使這小黑鬼繼續奔波。”
三年後，敘述人在大學裏學習。他被叫去給富有的白人校董諾頓先生開車。諾頓不停地嘮叨着自己的女兒，並過分地講述著吉姆·特魯布拉德，後者是名貧苦、沒有接受教育的黑人，他使得自己的女兒懷孕。聽完故事後，諾頓想要來一杯酒，敘述人將車開到金日酒家，該酒家兼妓院通常只接待黑人。在酒店裏，心理失衡的黑人老兵們大打出手，諾頓在混亂中昏了過去。一位當過軍醫的老兵照顧諾頓，並嘲笑諾頓和敘述人對種族問題視而不見。
回到大學裏，霍默·阿·巴比牧師為學校奠基人做了一篇又臭又長的佈道，文辭華麗、阿諛獻媚。在佈道後，敘述人被校長布萊索博士叫去，後者得知了昨天他與諾頓先生的不雅之旅。布萊索博士批評敘述人，稱他給黑人形象抹黑，給白人看理想光明的一面。校長遂即開除敘述人，給了他一些工作的推薦信後，打發他出去尋找工作。
敘述人來到了二十世紀30年代的哈萊姆區，然而求職未果。推薦信毫無作用。最後，敘述人來到最後一封信所述地點，遞交一名叫愛默生的董事。在那裏，他遇到了愛默生的兒子，後者告訴敘述人他被出賣了：布萊索在推薦信中將敘述人描述成無恥的、不可靠的人。小愛默生幫助敘述人在自由派油漆廠找了份工作，油漆廣告則是“光學白”。敘述人為盧修斯·布羅克韋當助手，但布羅克韋懷疑他跟工會有往來。兩者發生口角、彼此廝打，忽視了工作；結果，一個爐子發生了爆炸，敘述人被震暈了過去。
在油漆廠附屬醫院中，敘述人終於蘇醒過來，但卻暫時失憶、無法說話。白人大夫抓住機會，把病人拿來做電擊實驗。在敘述人恢復記憶、離開醫院後，他倒在了地上。一些黑人社區認識將他帶到瑪麗家裏，後者收留並照看他。一天，敘述人看見了一位年老的黑人夫婦被人趕出了自己在哈萊姆的居所，便義憤填膺地做了當眾演說。傑克兄弟聽到這番演說後，為他提供了一份發言人的職位。兄弟會是一個政治組織，旨在幫助窮苦和受壓迫的人。起初，敘述人拒絕了邀請，但為了回報瑪麗的照料，接下了這份工作。但兄弟會要求敘述人改頭換面，與過去一刀兩斷，註入新的公寓。敘述人被帶到了“冥神大樓”(Chthonian Hotel)，參加兄弟會的集會，並被賦予了承擔哈萊姆區前進的責任。
在被組織的白人成員漢布羅兄弟調教後，敘述人前往了哈萊姆，到了自己負責的地區；在那裏，他遇見了英俊、機智的黑人青年領袖托德·克利夫頓。敘述人也見到了黑人民族主義領袖“規勸者”拉斯，後者反對跨種族的兄弟會，認為黑人應該為自己的權益做鬥爭，反對所有的白種人。敘述人在哈萊姆區進行了演講，成為了兄弟會的名人，他為此感到沾沾自喜。一天，他收到了匿名的通知，警告他不要利用兄弟會來為自己某得私利。這個事情被交由兄弟會的委員會來進行調查，而敘述人被挪到了另一個崗位上，負責宣傳婦女權益。有一天晚上，當敘述人在演講結束後，他遭到一名白人女士的誘惑。
隨後，兄弟會將敘述人送回了哈萊姆區，但他發現克利夫頓已經不不見了。許多黑人成員都離開了組織，社區的很多人也認為兄弟會背叛了他們的利益。敘述人偶然發現克利夫頓在街角售賣會跳舞的“桑波”娃娃——這些娃娃令人回想起慵懶、獻媚的奴隸。很顯然，克利夫頓沒有營業許可證；敘述人和旁人目睹了白人警察與他搭訕，扭打後將他射殺。敘述人遂即為克利夫頓舉行了葬禮，並在致辭中將他描繪成了一名英雄，贏得了公眾的感情。兄弟會對這種未經許可的行動感到憤怒，傑克嚴厲地批評了敘述人。在傑克大談兄弟會的立場主張時，一只玻璃假眼從他的眼眶中掉了出來。兄弟會將敘述人送會了漢布羅兄弟那裏，讓他學習在哈萊姆鬥爭的新策略。
敘述人感到憤怒，急於報復傑克和兄弟會。他來到哈萊姆，發現社區的種族關係驟然緊張。拉斯找到了他，認為兄弟會在克利夫頓的葬禮上錯失良機。拉斯派人去打敘述人，敘述人只好用墨鏡和帽子做掩飾。帶著黑色墨鏡，他被很多街坊誤認為是賴因哈特，後者似乎同時是個嫖客、書蟲、戀人、牧師。最後，敘述人到達了漢布羅兄弟的住所，漢布羅告訴他兄弟會決定不去關註哈萊姆和黑人運動。他輕蔑地宣稱人民不過是工具而已，兄弟會的至高利益比任何人都重要。敘述人回想起祖父給他的建議，決定裝聾作啞，刻意順服。他決定勾引組織領袖的女人，以便獲得更多的秘密。
但是，敘述人選擇的女人西比爾對兄弟會的事情一無所知，並試圖利用敘述人來滿足她的性幻想。當他與西比爾在一起的時候，敘述人接到了電話，要他馬上返回哈萊姆。這時，他聽到了玻璃破碎的聲音，信號啞然而止。當敘述人返回哈萊姆時，發現社區已經完全混亂、暴動開始；他獲悉這是由拉斯挑起來的。敘述人被卷入了焚燒單元房的暴動當中。在逃跑的過程中，他碰到了穿著成非洲酋長的拉斯。拉斯下令將敘述人處以私刑。敘述人亡命，碰到了警察，後者懷疑他的公文包裏裝有暴亂中的掠物。在躲避的過程中，敘述人不慎落入了井蓋。警察對他一陣嘲諷後，將洞口蓋上蓋子。
敘述人稱他一直生活在地下：故事的結尾也就成了故事的開始。他稱自己明白必須對此真誠，同時對社區負責。至此，他稱自己終於做好重回地面的準備了。

## 评论
《紐約時報》評論家奧維爾·普萊斯考特稱“在我讀過的美國黑人文學中，拉爾夫·艾里森的第一部小說《看不見的人》給我的印象最深，它表現出作家才華橫溢的一面。”作家索爾·貝洛在他的評論中稱“小說是一流的，是絕佳的。”《新共和》雜誌的喬治·梅伯裏稱艾里森“在捕捉人物性格和經歷，以及奇思異想出的形象、聲音上是個大家。”《巴黎評論》的文學評論家哈羅德·布魯姆稱“這的確是非常好的一本書。當我第一次讀到它的時候就倍感驚奇、欣然，小說是經得起反覆品味的。”